# Dutch Burghers
De Dutch Burghers zijn een etnische groep in Sri Lanka, van gemengde Nederlandse, Portugese en Sri Lankaanse afkomst. Ze zijn protestants-christelijk, waardoor ze zich onderscheiden van de Portugese Burghers die rooms-katholiek zijn. Ze spreken Engels en de lokale talen Singalees en Tamil.
Na de onafhankelijkheid van het toenmalige Ceylon in 1947 kwam een exodus van Dutch Burghers op gang. Het nationalisme van de regering-Banderanaike, het verplichte gebruik van de Singalese taal en het wantrouwen jegens een bevolkingsgroep die altijd dicht bij de koloniale overheid had gestaan, brachten minstens 10.000 Dutch Burghers tot de keus om in Australië of een ander Engelstalig land een nieuwe toekomst op te bouwen.

## Culinaire erfenis
Binnen de gemeenschap van Dutch burgers zijn Srilakaanse varianten op Nederlandse gerechten ontstaan, zoals  de broeder en het ijzerkoekje. 